# Jüdischer Friedhof (Neuwiller-lès-Saverne)

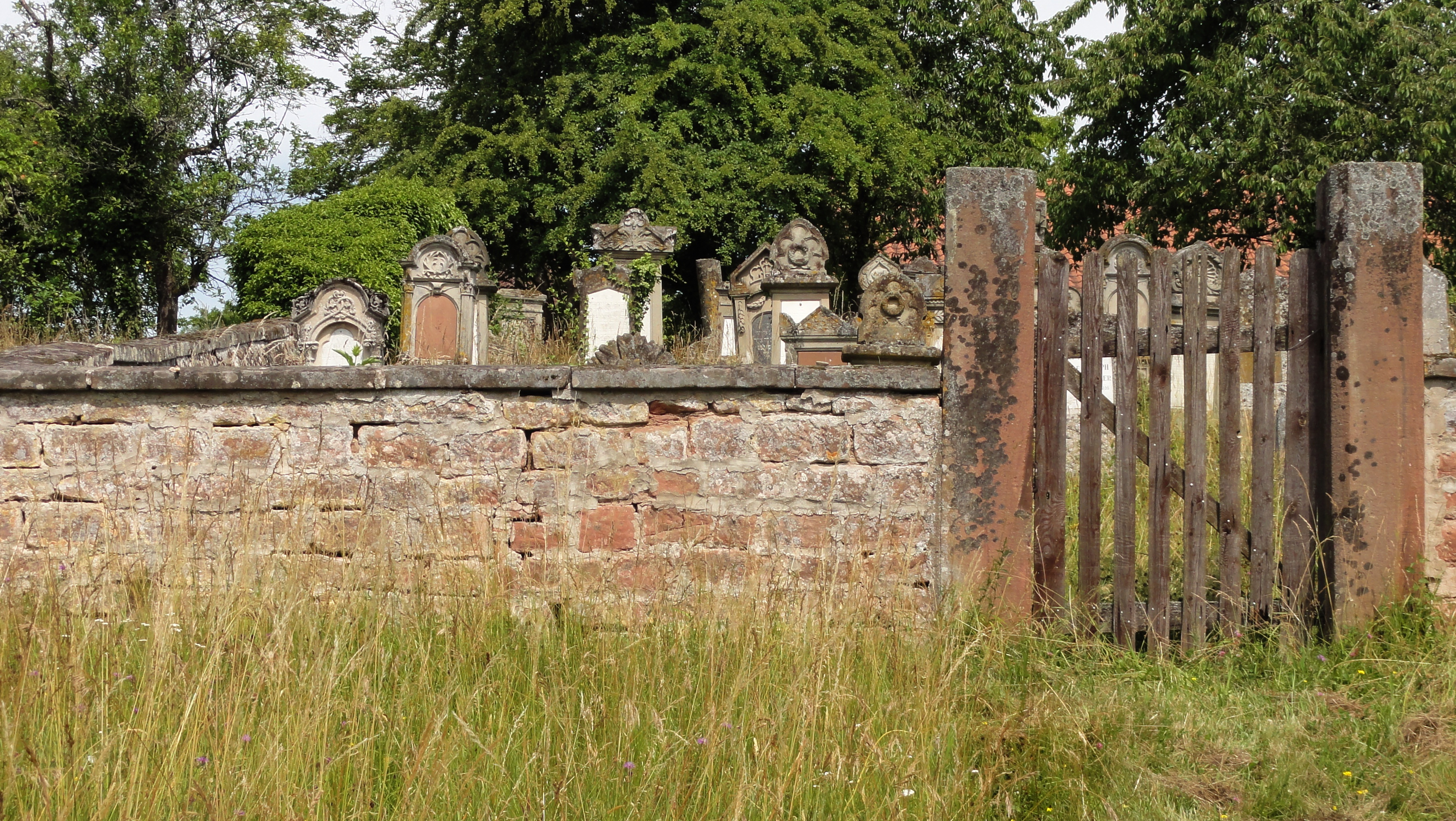
Jüdischer Friedhof in Neuwiller-lès-Saverne

Der Jüdische Friedhof in Neuwiller-lès-Saverne, einer französischen Gemeinde im Département Bas-Rhin der Region Grand Est, wurde 1877 angelegt. Auf dem jüdischen Friedhof an der rue d'Ingwiller befinden sich heute noch etwa 100 Grabsteine.